# Félin pour l'autre !
 (juin 2019).
Nekottake! (ねこったけ!) est un manga en 6 volumes écrit et dessiné par Wataru Nadatani. Au Japon, il est édité par Shōgakukan et prépublié dans le Shōnen Sunday Super. En France, le manga est publié par Doki-Doki depuis 2019 sous le titre de « Félin pour l'autre ! ».

## Synopsis
Kensuke Fuji est un amoureux inconditionnel des chats, cet amour n'est cependant pas réciproque, les chats ayant tendance à le fuir comme la peste. Il fait un jour la rencontre de Jin Nekoya, un « maître-chat » prêt à lui enseigner ses techniques secrètes pour se faire aimer des félins.

## Personnages
- Kensuke Fuji (?)
- Jin Nekoya (?)
- Yamada (?)
- Akane Fuji (?)
- Mme Nekoyashiki (?)
- ichôjô (?)

## Manga
La série a débuté en 2016 dans le magazine Shōnen Sunday Super édité par Shōgakukan. Elle compte un total de 6 tomes publiés entre mars 2016 et avril 2018 au Japon.

### Liste des volumes
| no | Japonais        | Japonais      | Français       | Français          |
| no | Date de sortie  | ISBN          | Date de sortie | ISBN              |
| --- | --------------- | ------------- | -------------- | ----------------- |
| 1 | 18 mars 2016    | 9784091262509 | 6 mars 2019    | 978-2-81896-755-3 |
| Liste des chapitres : - Chapitre 1 Fous des chats - Chapitre 2 L'esprit des chats - Chapitre 3 Les premiers devoirs - Chapitre 4 Les chats et les humains                                                                            |                 |               |                |                   |
| 2 | 15 juillet 2016 | 9784091273192 | 2 mai 2019     | 978-2-81896-770-6 |
| Liste des chapitres : - Chapitre 5 Le vrai visage du maître - Chapitre 6 Le bonheur des chats - Chapitre 7 Le chat à la fenêtre - Chapitre 8 Les 51 pachas - Chapitre 9 Les cinq règles                                              |                 |               |                |                   |
| 3 | 18 janvier 2017 | 9784091274908 | 3 juillet 2019 | 978-2-81896-848-2 |
| Liste des chapitres : - Chapitre 10 Le loubard fan de chats - Chapitre 11 L'amour des chats - Chapitre 12 Les sentiments de Tora - Chapitre 13 Rituel magique et communication - Chapitre 14 Les paysages avec un chat               |                 |               |                |                   |
| 4 | 18 janvier 2017 | 9784091276827 | 2 octobre 2019 | 978-2-81896-849-9 |
| Liste des chapitres : - Chapitre 15 Attendre que ça passe - Chapitre 16 Irrésistible frimousse - Chapitre 17 Tora à la diète - Chapitre 18 Les écueils du débutant - Chapitre 19 Une nouvelle pensionnaire                           |                 |               |                |                   |
| 5 | 18 janvier 2018 | 9784091280800 | 8 janvier 2020 | 978-2-81896-850-5 |
| 6 | 18 avril 2018   | 9784091282460 | 4 mars 2020    | 978-2-81896-851-2 |
| Liste des chapitres : - Chapitre 25 Dur de savoir ce que pensent les chats - Chapitre 26 Chacun son quotidien - Chapitre 27 Le bar à chats de Kensuke - Chapitre 28 Le plus important - Chapitre 29 Retour au pays des retrouvailles |                 |               |                |                   |

### Édition japonaise
1. 1 2  (ja) « Tome 1 », sur shogakukan.co.jp.
2. 1 2  (ja) « Tome 2 », sur shogakukan.co.jp.
3. 1 2  (ja) « Tome 3 », sur shogakukan.co.jp.
4. 1 2  (ja) « Tome 4 », sur shogakukan.co.jp.
5. 1 2  (ja) « Tome 5 », sur shogakukan.co.jp.
6. 1 2  (ja) « Tome 6 », sur shogakukan.co.jp.

### Édition française
1. 1 2  « Félin pour l'autre ! - vol. 01 », sur doki-doki.fr (consulté le 2 avril 2023).
2. 1 2  « Félin pour l'autre ! - vol. 02 », sur doki-doki.fr (consulté le 2 avril 2023).
3. 1 2  « Félin pour l'autre ! - vol. 03 », sur doki-doki.fr (consulté le 2 avril 2023).
4. 1 2  « Félin pour l'autre ! - vol. 04 », sur doki-doki.fr (consulté le 2 avril 2023).
5. 1 2  « Félin pour l'autre ! - vol. 05 », sur doki-doki.fr (consulté le 2 avril 2023).
6. 1 2  « Félin pour l'autre ! - vol. 06 », sur doki-doki.fr (consulté le 2 avril 2023).